# Chữ người tử tù
Chữ người tử tù là một tác phẩm văn học thuộc thể loại truyện ngắn của nhà văn Nguyễn Tuân. Ban đầu, truyện ngắn này mang tên Dòng chữ cuối cùng khi được đăng trên tạp chí Tao đàn số 1 ngày 1 tháng 3 năm 1939 với lời đề từ "Ngày xưa có một tử tù viết chữ đại tự rất tốt". Năm 1940, tác phẩm chính thức được nhà xuất bản Tân Dân cho ra mắt trong tập Vang bóng một thời và đổi tên là Chữ người tử tù. Đây được xem là truyện ngắn xuất sắc nhất trong tập truyện.
Chữ người tử từ đã được đưa vào sách giáo khoa môn Ngữ văn cho lớp 11 trong bộ sách do Trường Đại học Sư phạm Hà Nội biên soạn và nhà xuất bản Giáo dục xuất bản vào năm 1992, và tiếp tục xuất hiện trong chương trình Ngữ văn lớp 11 cho đến năm 2018. Ngoài ra, tác phẩm còn nhiều lần xuất hiện trong đề thi tốt nghiệp trung học phổ thông và tuyển sinh vào các trường cao đẳng, đại học ở Việt Nam. Kể từ năm 2022, tác phẩm được chuyển sang chương trình Ngữ văn lớp 10 cho cả chương trình cơ bản và nâng cao theo Chương trình giáo dục phổ thông mới được triển khai vào năm 2018.

## Nhân vật
- Huấn Cao: một tử tù có tâm hồn nghệ sĩ, có tài viết thư pháp. Hình tượng nhân vật được cho là dựa trên nguyên mẫu Nguyễn Cao.[a][13]
- Viên quản ngục: người quản ngục nhưng có lòng yêu quý tài năng của Huấn Cao

## Cốt truyện
Huấn Cao vốn là một nhà nho có tài viết chữ nhanh và đẹp, nhưng vì chống lại triều đình mà trở thành tử tù. Trước ngày bị xử tử, Huấn Cao bị giải đến nhà ngục nơi có viên cai ngục và thầy thơ lại, những người rất hâm mộ tài viết chữ của Huấn Cao. Trong những ngày bị giam ở đây, Huấn Cao được viên quản ngục và thầy thơ lại đối đãi rất tốt. Khi viên quản ngục nhận được tin ngày xử tử Huấn Cao đã tới gần, ông liền cùng thầy thơ lại vào nhà ngục để hoàn thành tâm nguyện là xin Huấn Cao cho chữ. Huấn Cao vì cảm mến thái độ "biệt nhỡn liên tài" và tấm lòng yêu cái đẹp của viên quản ngục nên đã đồng ý cho chữ.